# Kościół Zmartwychwstania Pańskiego w Stroniu Śląskim

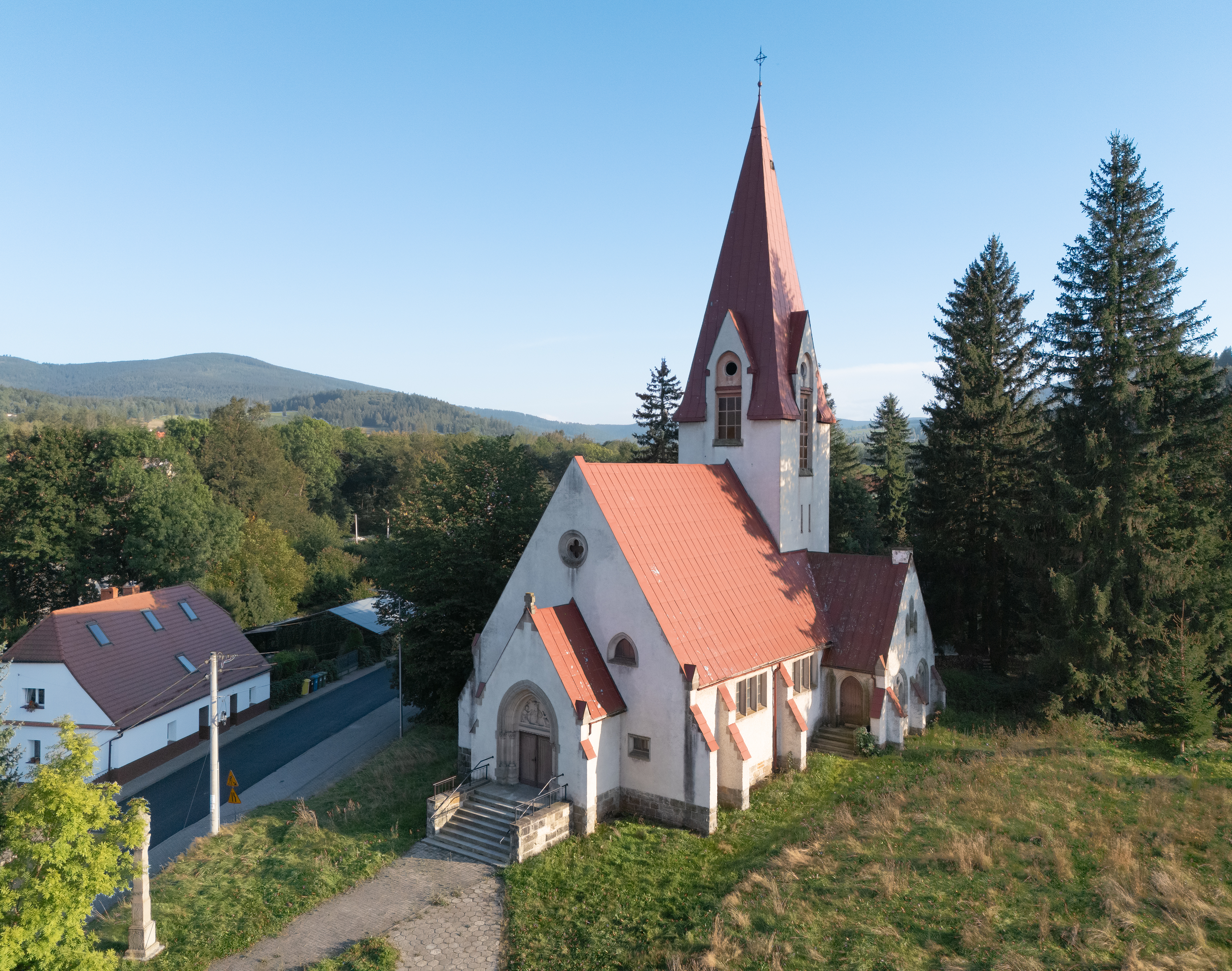

Kościół Zmartwychwstania Pańskiego w Stroniu Śląskim – murowany, neogotycki kościół poewangelicki w Stroniu Śląskim, w powiecie kłodzkim (województwo dolnośląskie). Pełni obecnie funkcję kościoła  pomocniczego i pogrzebowego dla parafii Matki Bożej Królowej Polski i św. Maternusa w Stroniu Śląskim.
Do wojewódzkiego rejestru zabytków wpisano: kościół ewangelicki, ob. rzym.-kat. pw. Zmartwychwstania, 1915, nr rej.: 1339/WŁ z 14.05.1991

## Położenie
Usytuowany jest na niewielkim wzniesieniu w centrum miasteczka pomiędzy ulicami: Turystyczną, Kościuszki i Sportową, ok. 100 m na południowy zachód od budynku Urzędu Miasta i Gminy w Stroniu Śląskim, będącego dawnym pałacem dworskim. Kościół jest budowlą nieorientowaną, zwróconą fasadą w kierunku podjazdu do pałacu, stanowiącą dominantę architektoniczną znacząco wzbogacającą jego otoczenie.

## Historia
Kościół Zmartwychwstania Pańskiego zbudowany został na początku XX w. na potrzeby powiększającego się skupiska ewangelików w ówczesnych wsiach Schreckendorf i Seitenberg. Ich napływ związany był ze znajdującymi się tu od XIX w. dobrami protestanckiej królewny Marianny Orańskiej, gdyż Stronie Śląskie stanowiło centrum administracyjne jej dóbr w tej części hrabstwa kłodzkiego. Rozwój gospodarczy okolicy spowodował napływ ewangelików, przybyszów z Czech i krajów Rzeszy Niemieckiej. Początkowo społeczność ta brała udział w nabożeństwach w kościele ewangelickim w Lądku-Zdroju. Od 1894 r. z inicjatywy Marianny Orańskiej nabożeństwa organizowano również w jej tutejszym pałacu. Na początku XX w. właścicielem klucza strońskiego był już wnuk Marianny, książę Friedrich Heinrich Hohenzollern. Postanowił on sfinansować wzniesienie w pobliżu dworu nowego kościoła. Z inicjatywą budowy wystąpiła już jego matka, Maria z Saksonii na Altenburgu (1854-1898), żona księcia Albrechta Hohenzollerna. Kościół stanął w 1913 lub 1915 r. Podobne kościoły ewangelickie fundowane przez rodzinę książęcą lub królewską wzniesiono w tych czasach również w nieodległym Międzygórzu i Długopolu-Zdroju (fundatorem kościoła w Międzygórzu wzniesionego w 1911 r. był także Friedrich Heinrich Hohenzollern).
Początkowo świątynia miała status kościoła dworskiego. Później stała się kościołem filialnym. W 1917 r. erygowano w Stroniu Śląskim wikariat ewangelicki i otwarto przy nim szkołę, które działały w Stroniu Śląskim do końca II wojny światowej.
Po wymianie ludności tych okolic w latach 1945–1946 kościół pozostawał przez długie lata nieużytkowany. Wyremontowano go i poświęcono ponownie dopiero 15 sierpnia 1988 r. Od tamtego czasu pełni funkcję kaplicy pogrzebowej i kościoła pomocniczego dla parafii rzymskokatolickiej w Stroniu Śląskim.

## Architektura
Koncepcja budowli nawiązuje swoim stylem do średniowiecznych niemieckich kościołów wiejskich. Syntetycznie łączy ona styl neoromański z elementami neogotyku. Można przypuszczać, że chodziło tu o nawiązanie do stylistyki budowli sakralnych przełomu stylu romańskiego i gotyckiego. Z niemieckim romanizmem korespondują takie elementy jak: addycyjność kompozycji bryły kościoła, usytuowanie wieży nad prezbiterium i ukształtowanie jej jako dość masywnej budowli oraz przebicie połaci dachu wieży osiami okien. Wczesny gotyk przejawia się zaś w zastosowaniu przypór oraz w kamieniarce portalu i okien. Widoczne są też elementy związane z postsecesją w postaci dużych, prostokątnych okien oraz roślinnych, ozdobnych form rzeźbiarskich w portalu. Ocenia się, że bryła kościoła została ukształtowana umiejętnie i proporcjonalnie, co pozwala przypuszczać, że zaprojektował go zawodowy architekt zatrudniony przez rodzinę książęcą.
Kościół zbudowany jest na planie litery T z przysadzistą, czworokątną wieżą nad prezbiterium, zwieńczoną ostrosłupowym, czworograniastym hełmem. Jest budowlą murowaną, nieorientowaną, z dwoma aneksami zbudowanymi na wysokości wieży. Przed fasadą znajduje się kruchta zbudowana na planie prostokąta poprzedzona kamiennymi, jednobiegowymi schodami. Bryła budynku, kształtowana addycyjnie, nakryta jest dwuspadowym, blaszanym dachem. Dach wieży również kryty blachą, w jego połaciach, osiowo, z czterech stron umieszczono wąskie okna. Wejście do kościoła ozdobione jest portalem kształtowanym uskokami. W jego tympanonie znajduje się płaskorzeźba z piaskowca z przedstawieniem sceny ukrzyżowanego Chrystusa adorowanego przez anioły. W zdobieniach pojawiają się motywy zwierzęce i roślinne. Ocenia się, że kamieniarka portalu prezentuje dobry poziom artystyczny. Obramienia okien także z piaskowca, profilowane, miejscami z maswerkami.
Aneks zachodni zapewne mógł służyć jako oddzielne wejście dla rodziny fundatora, bowiem nad wejściem do niego znajdują się dwie płaskorzeźby z kartuszami herbów.
Wnętrze jest jednoprzestrzenne, z niewyodrębnionym prezbiterium, włączonym w linię aneksów, zamkniętym prosto ścianą z dużym oknem. Wyposażenie skromne z elementami dodanymi współcześnie.

## Otoczenie
Kościół stoi na płaskim, trawiastym terenie, wyniesionym o kilka metrów ponad poziom ulic. Od strony południowo-zachodniej do kościoła przylega teren cmentarza z kilkunastoma wysokimi drzewami iglastymi. Po stronie wschodniej rośnie spora kępa fioletowo kwitnącego lilaka pospolitego pochodząca jeszcze z nasadzeń sprzed 1945 r. Dojście do kościoła zostało ok. 2004 r. na koszt gminy uporządkowane i wyposażone w podjazd oraz chodnik.

### Cmentarz przykościelny
Założony został w 1937 r. Zarys jego pierwotnej granicy jest czytelny do dzisiaj, choć układ pochówków został zatarty. Kształt nieregularnego czworoboku wyznaczają resztki ogrodzenia i linia starych drzew ze starych nasadzeń: żywotników, jodeł i jednego świerka srebrnego. Do czasów współczesnych nie zachowały się żadne stare nagrobki.
Przy południowej granicy cmentarza znajdują się pozostałości po kamiennym pomniku poległych w I wojnie światowej. Pomnik utrzymany był w stylu neobarokowym – na wydłużonym cokole znajdują się zdobione płyciny z płaskorzeźbami przedstawiającymi odwrócone, gasnące pochodnie oraz przymocowane są kamienne ławki. Na cokole ustawiony jest blok kamienny zwieńczony przerwanym naczółkiem z płytką niszą podmalowaną na niebiesko. Niszę flankują dwa niższe kamienne bloki z uszakowymi płycinami. Do bocznych płycin przymocowane były dawniej tablice inskrypcyjne, zaś na środku, w niszy ustawiona była polichromowana, barokowa kamienna rzeźba św. Jana Nepomucena. Inskrypcje zostały zniszczone tuż po 1945 r. (podobnie jak większość kamiennych inskrypcji pisanych gotykiem w okolicy) zaś rzeźba stała jeszcze w 2006 r.
Współcześnie stary cmentarz od początku lat 50. XX w. do dzisiaj jest wykorzystywany do pochówku zmarłych pacjentów pobliskiego szpitala psychiatrycznego na osiedlu Morawka. Na potrzeby szpitala powierzchnia cmentarza została poszerzona od zachodu o obszar równy jego starej części. Cmentarz jest mocno zaniedbany i zakrzaczony.

### Słup wotywny

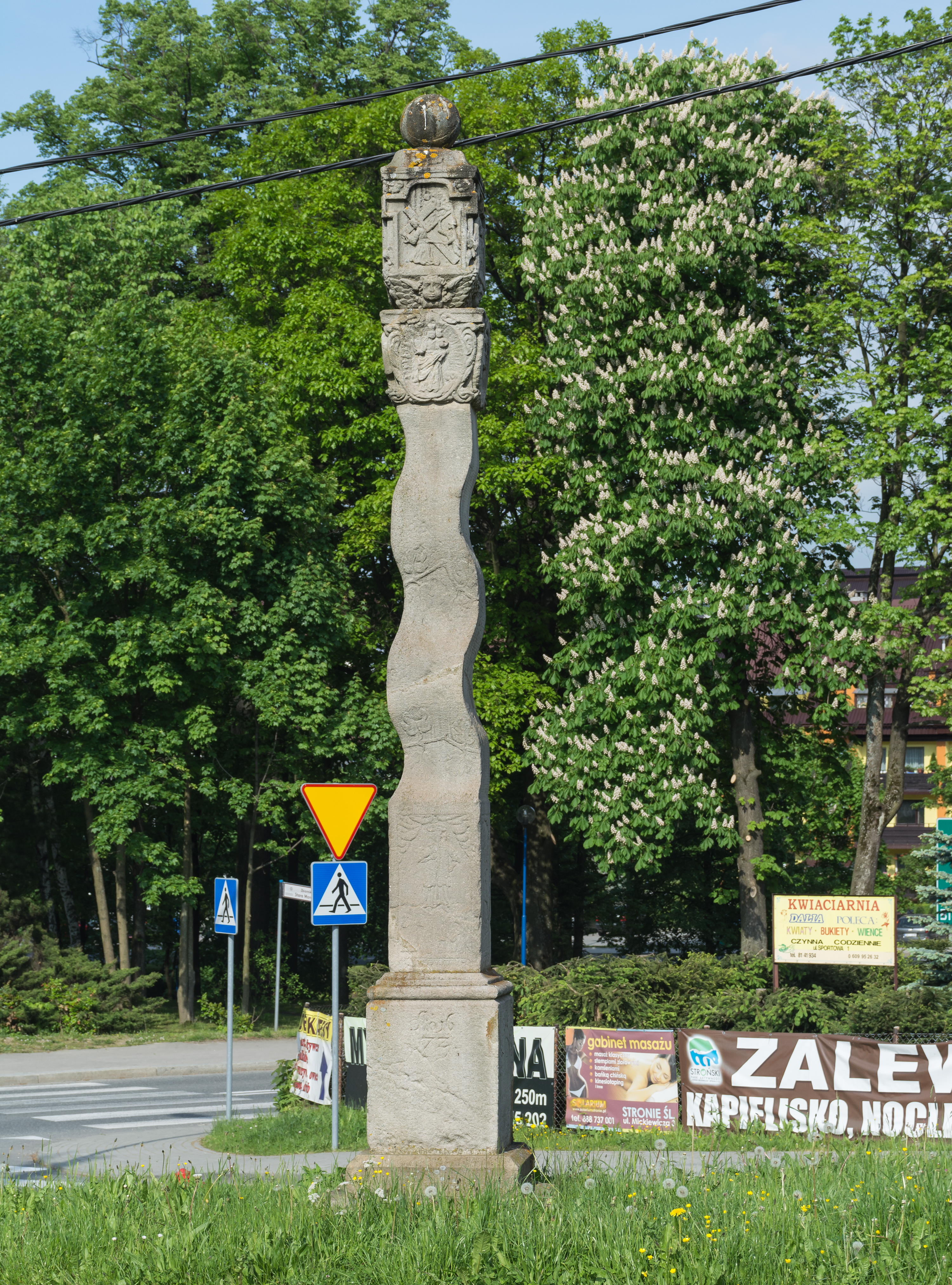
Słup wotywny

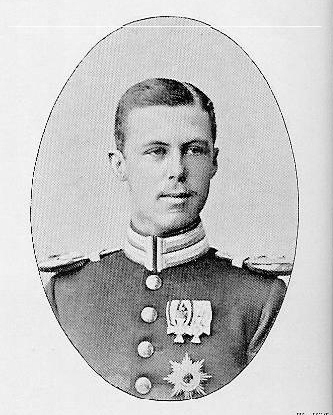
Fundator kościoła, Friedrich Heinrich Hohenzollern

Przed fasadą kościoła ustawiona jest barokowa kapliczka słupowa z piaskowca, nawiązująca do kolumn wotywnych, określana dawniej jako Betsäule lub Pestsäule. Kapliczka ma kształt wijącej się kolumny, zakończonej podwójną rzeźbioną głowicą w kształcie skrzynki i kulą. Na podstawie i trzonie słupa znajdują się płytkie, dziś już mocno zatarte zdobienia. Program ikonograficzny odnosi się do Nowego Testamentu i Kościoła jako instytucji. Podstawa ozdobiona jest emblematami. Na jej dolnej części znajdują się przedstawienia czterech świętych biskupów i papieży. Wijący się trzon pokrywają reliefy z motywem winorośli i ptaków. Na bokach kapitelu, pod skrzynką przedstawiono Immaculatę, Marię z Dzieciątkiem i św. Michała Archanioła oraz inskrypcję na kartuszu. Na bokach skrzynki znajdują się biblijne sceny: Ostatniej Wieczerzy, Pojmania, Niesienia Krzyża, Ukrzyżowania oraz Zesłania Ducha Świętego. Narożniki skrzynki ozdobione są ponadto małymi figurkami umieszczonymi w niszach, a sama skrzynka oparta jest na głowach puttów.
Słup ufundowany był w 1672 r. przez ówczesnego wolnego sędziego o nazwisku Wolf. Powstał najprawdopodobniej jako przydrożne miejsce modlitwy lub w nawiązaniu do którejś z epidemii zarazy. Mimo że rzeźby na słupie cechuje pewien stopień prymitywizmu, to stanowi on cenny zabytek, jedyny w swym rodzaju na terenie ziemi kłodzkiej. Współczesne miejsce posadowienia słupa wotywnego znajduje się o kilkanaście metrów od pierwotnego, które znajdowało się tam, gdzie obecnie jest trójkątna wysepka skrzyżowania. Słup został przesunięty ze względu na przebudowę ulic wykonaną pod koniec lat 90. XX w. Razem z przesunięciem wykonano wówczas zabiegi konserwatorskie.

### Wikarówka
Za budynkiem kościoła usytuowany jest dawny dom wikarego, w którym mieścił się również internat dla sióstr z domu opieki (Schwesternheim). Obecnie jest to dom prywatny, w którym można wynająć pokoje.

## Turystyka
W pobliżu kościoła przechodzi żółty szlak turystyczny prowadzący ze Stronia Śląskiego do Jaskini Niedźwiedziej w Kletnie oraz uczęszczana droga nad zalew w Starej Morawie. Budynek nie jest udostępniany do zwiedzania, a ponieważ odbywają się w nim tylko msze pogrzebowe, można oglądać go jedynie z zewnątrz.